# Confine tra Botswana e Sudafrica
Il confine tra il Botswana e il Sudafrica ha una lunghezza di 1969 km e va dal triplice confine con lo Zimbabwe a est, fino al triplice confine con la Namibia a ovest.

## Descrizione
Oltre il 90% della lunghezza del confine Botswana-Sudafrica è delimitato dai fiumi. Si estende tra il triplice confine con lo Zimbabwe alla confluenza tra i fiumi Limpopo e Shashe fino al triplice confine con la Namibia all'intersezione tra il fiume Nossob e il 20º meridiano est, dove si estende inoltre il parco nazionale di Kgalagadi. I fiumi principali che formano il confine sono il Limpopo, il Molopo e il Nossob.
Il confine separa da ovest a est i distretti di Kgalagadi, Meridionale, Sudorientale, Kgatleng e Centrale del Botswana dalle province sudafricane del Capo Settentrionale, del Nord-ovest e del Limpopo.

## Storia

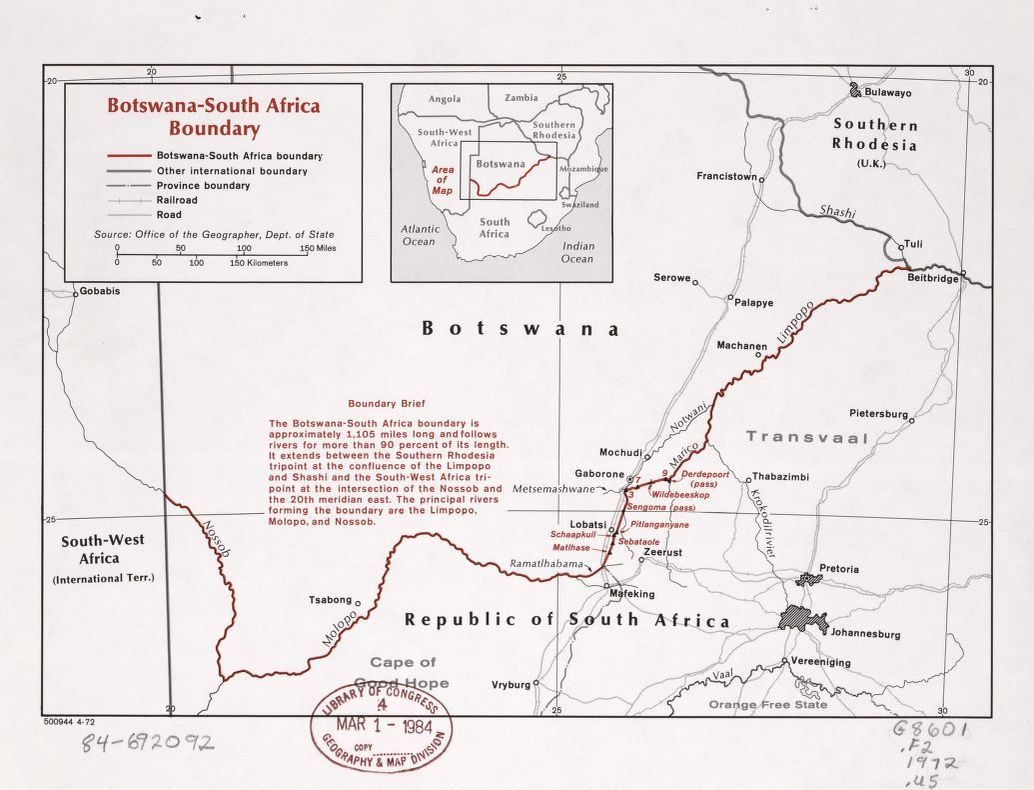
Mappa del confine tra Botswana e Sudafrica

La provincia del Capo di Buona Speranza, nell'attuale Sudafrica, fu ceduta dagli olandesi al Regno Unito nel 1814 e, a partire dal 1836, i contadini boeri migrarono verso nord in un movimento che divenne noto come il Grande Trek. L'indipendenza dei Boeri del Transvaal fu riconosciuta dal Regno Unito e il territorio del Transvaal divenne noto come Repubblica Sudafricana nel 1858. Il Regno Unito annesse la repubblica nel 1877. L'autogoverno, soggetto all'autorità britannica, fu ripristinato dalla Convenzione di Pretoria del 1881, ma il nome dell'entità fu cambiato in Stato del Transvaal.
La convenzione di Pretoria stabilì una prima delimitazione del confine dello Stato del Transvaal adiacente all'attuale Botswana. La convenzione di Londra del 1884, sostituendo la precedente convenzione di Pretoria, autorizzò nuovamente l'uso del nome Repubblica Sudafricana e riaffermò la delimitazione del confine del 1881.
Nel maggio 1884 furono completati dei trattati tra i rappresentanti del governo britannico e i capi tribali Batlapings e Barolong. Questi accordi stabilirono il potere britannico sulle terre dei capi.
Nel 1885 l'Alto Commissario per il Sudafrica proclamò la costituzione del Bechuanaland britannico come colonia della Corona, delimitandolo: "a est dalla Repubblica Sudafricana, a sud dalla colonia del Capo di Buona Speranza, a ovest dal fiume Molopo fino al suo incrocio con il Ramathlabana Spruit, e di là dal detto Spruit".
La proclamazione del 30 settembre 1885 dichiarava anche l'istituzione di un protettorato britannico sul Bechuanaland e Kalahari come segue: "estendendosi sulle parti del Sudafrica poste ad ovest del confine della Repubblica Sudafricana, a nord della Colonia del Capo di Buona Speranza, a est del 20º meridiano di longitudine est, e a sud del 22º parallelo di latitudine sud". Il governatore della colonia del Capo divenne anche il governatore del Bechuanaland britannico dal 1º luglio 1891.
Nel 1895 la colonia del Capo di Buona Speranza annesse il Bechuanaland britannico. Durante la guerra anglo-boera del 1899-1902, il Regno Unito annesse la Repubblica sudafricana come colonia, ma nel 1907 l'autogoverno interno fu esteso alla colonia. Il 31 maggio 1910 l'Unione del Sud Africa divenne un dominion britannico costituito dalle province di Capo di Buona Speranza, Natal, Stato Libero dell'Orange e Transvaal. Nel 1931 l'Unione ottenne lo status di stato sovrano e, a seguito di un referendum, il 31 maggio 1961 il Sudafrica divenne una repubblica.
Il protettorato del Bechuanaland fu amministrato come territorio dell'Alta Commissione dal 1891 fino il 1º agosto 1964. Il Protettorato divenne autonomo il 1º marzo 1965 e indipendente, come Repubblica del Botswana, il 30 settembre 1966.

## Attraversamenti al confine

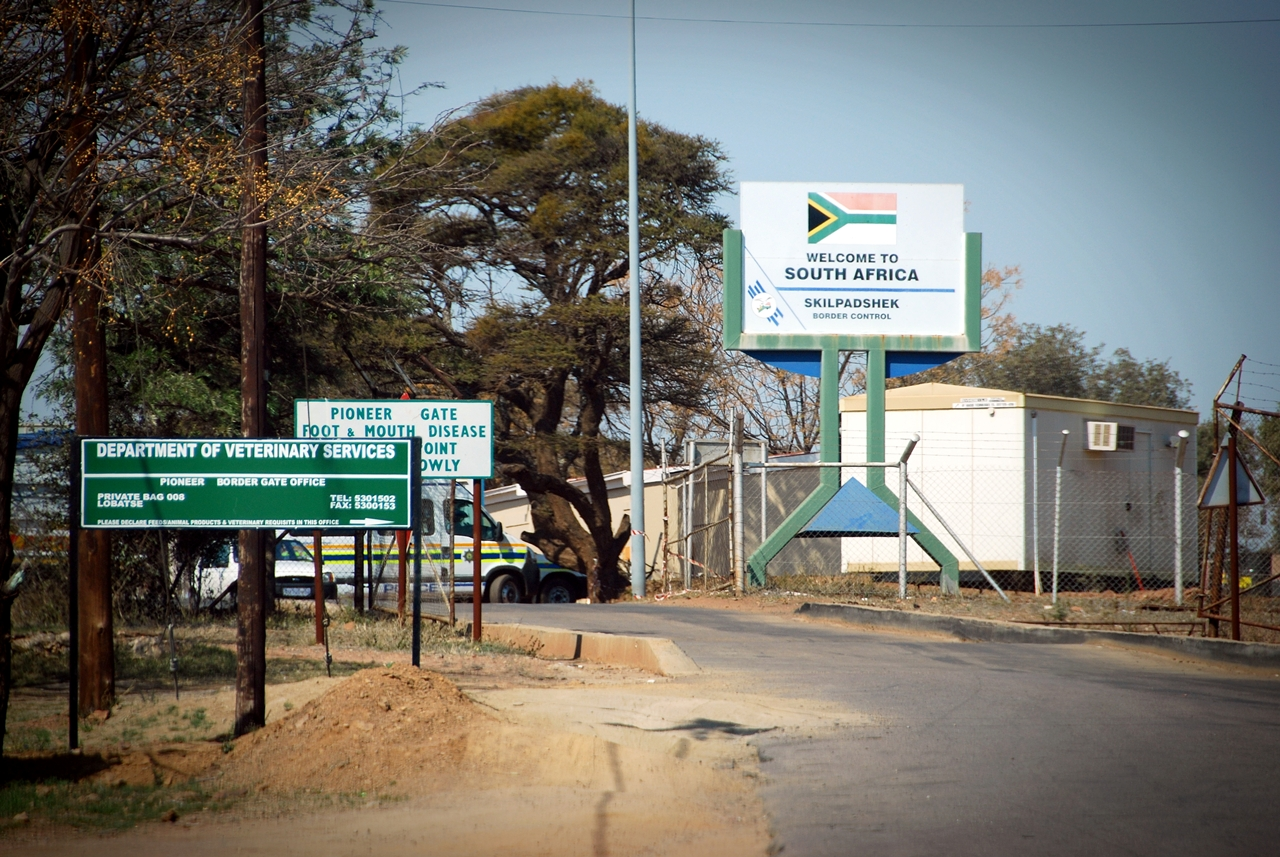
Posto di controllo alla frontiera Skilpadshek/Pioneer Gate

Il confine presenta un gran numero di attraversamenti ufficiali, i più importanti dei quali sono a Skilpadshek / Pioneer Gate sul corridoio Trans-Kalahari, a Ramatlabama e sulla ferrovia da Mahikeng a Gaborone. Gli incroci sono elencati da ovest a est nella tabella sottostante.
| Botswana | Botswana        | Sudafrica | Sudafrica       | Note                                                                                       | Coordinate geografiche |
| Strada   | Frontiera       | Strada    | Frontiera       | Note                                                                                       | Coordinate geografiche |
| -------- | --------------- | --------- | --------------- | ------------------------------------------------------------------------------------------ | ---------------------- |
|          | Twee Rivieren   | R360      | Twee Rivieren   | Attraversamento del Parco transfrontaliero Kgalagadi; solamente a uso turistico.           | 26.4701°S 20.6156°E    |
|          | Middlepits      |           | Middelputs      |                                                                                            | 26.6705°S 21.8826°E    |
| B210     | McCarthy's Rest | R380      | McCarthy's Rest |                                                                                            | 26.2015°S 22.5679°E    |
| A20      | Makopong        | R375      | Makopong        |                                                                                            | 25.3653°S 22.9747°E    |
|          | Bray            | R375      | Bray            |                                                                                            | 25.4566°S 23.7141°E    |
| A1       | Ramatlabama     | N18       | Ramatlabama     | Principale collegamento delle Botswana Railways che attraversa in questo punto il confine. | 25.6419°S 25.5742°E    |
| A2       | Pioneer Gate    | N4        | Skilpadshek     | Corridoio Trans-Kalahari                                                                   | 25.2756°S 25.7138°E    |
| A11      | Ramotswa        |           | Swartkopfontein |                                                                                            | 24.8725°S 25.8826°E    |
| A12      | Tlokweng        | R49       | Kopfontein      |                                                                                            | 24.7064°S 26.0939°E    |
|          | Sikwane         |           | Derdepoort      |                                                                                            | 24.6426°S 26.4035°E    |
| B145     | Parr's Halt     | R572      | Stockpoort      |                                                                                            | 23.4027°S 27.3567°E    |
| B140     | Martin's Drift  | N11       | Groblersbrug    |                                                                                            | 22.9981°S 27.9419°E    |
|          | Zanzibar        | R561      | Zanzibar        |                                                                                            | 22.5719°S 28.4663°E    |
|          | Platjan         |           | Platjan         |                                                                                            | 22.4855°S 28.8337°E    |
|          | Pontdrif        | R521      | Pontdrif        |                                                                                            | 22.2148°S 29.1382°E    |

## Ecosistemi
L'area di conservazione transfrontaliera Okavango-Zambesi si trova a cavallo dei confini di cinque paesi africani, tra i quali Botswana e Sudafrica.